# Массімо Кріппа
Массімо Кріппа (італ. Massimo Crippa, * 17 травня 1965, Сереньо) — колишній італійський футболіст, півзахисник.
Насамперед відомий виступами за клуби «Наполі» та «Парма», а також нвціональну збірну Італії.
Чемпіон Італії. Володар Суперкубка Італії з футболу. Дворазовий володар Кубка УЄФА.

## Клубна кар'єра
Вихованець футбольної школи клубу «Меда». Дорослу футбольну кар'єру розпочав 1981 року в основній команді того ж клубу, в якій провів два сезони. 
Згодом з 1983 по 1988 рік грав у складі команд клубів «Саронно», «Сереньо», «Павія» та «Торіно».
Своєю грою за останню команду привернув увагу представників тренерського штабу клубу «Наполі», до складу якого приєднався 1988 року. Відіграв за неаполітанську команду наступні п'ять сезонів своєї ігрової кар'єри. Більшість часу, проведеного у складі «Наполі», був основним гравцем команди. За цей час виборов титул чемпіона Італії, ставав володарем Кубка УЄФА.
З 1993 року п'ять сезонів захищав кольори команди клубу «Парма».  Тренерським штабом нового клубу також розглядався як гравець «основи». За цей час додав до переліку своїх трофеїв ще один титул володаря Кубка УЄФА, а також звання володаря Суперкубка УЄФА.
Протягом 1998—2002 років захищав кольори клубів «Торіно» та «Канцезе».
Завершив професійну ігрову кар'єру у нижчоліговому клубі «Сереньо» з рідного міста, у складі якого вже виступав раніше. Прийшов до команди 2003 року, того ж року вирішив завершити виступи на полі.

## Виступи за збірні
Протягом 1987–1988 років  залучався до складу молодіжної збірної Італії. На молодіжному рівні зіграв у 7 офіційних матчах.
1988 року дебютував в офіційних матчах у складі національної збірної Італії. Протягом кар'єри у національній команді, яка тривала 9 років, провів у формі головної команди країни лише 17 матчів, забивши 1 гол.
В 1988 та 1996 роках захищав кольори олімпійської збірної Італії. У складі цієї команди провів 3 матчі. У складі збірної був учасником  футбольного турніру на Олімпійських іграх 1988 року у Сеулі,  футбольного турніру на Олімпійських іграх 1996 року в Атланті.

## Статистика виступів

### Статистика виступів за збірну
| Дата       | Місто   | Господарі | Результат | Гості      | Турнір            | Голи | Примітки         |
| ---------- | ------- | --------- | --------- | ---------- | ----------------- | ---- | ---------------- |
| 22/12/1988 | Перуджа | Італія    | 2 – 0     | Шотландія  | товариський матч  | -    |                  |
| 22/02/1989 | Піза    | Італія    | 1 – 0     | Данія      | товариський матч  | -    | вийшов на 67'    |
| 20/09/1989 | Чезена  | Італія    | 4 – 0     | Болгарія   | товариський матч  | -    | вийшов на 68'    |
| 26/09/1990 | Палермо | Італія    | 1 – 0     | Нідерланди | товариський матч  | -    | вийшов на 46'    |
| 03/11/1990 | Рим     | Італія    | 0 – 0     | СРСР       | Відбір до ЧЄ 1992 | -    |                  |
| 22/12/1990 | Лімасол | Кіпр      | 0 – 4     | Італія     | Відбір до ЧЄ 1992 | -    |                  |
| 13/02/1991 | Терні   | Італія    | 0 – 0     | Бельгія    | товариський матч  | -    | вийшов на 67'    |
| 01/05/1991 | Салерно | Італія    | 3 – 1     | Угорщина   | Відбір до ЧЄ 1992 | -    |                  |
| 05/06/1991 | Осло    | Норвегія  | 2 – 1     | Італія     | Відбір до ЧЄ 1992 | -    |                  |
| 12/06/1991 | Мальме  | Італія    | 2 – 0     | Данія      | Scania Cup        | -    | вийшов на 61'    |
| 25/09/1991 | Софія   | Болгарія  | 2 – 1     | Італія     | товариський матч  | -    |                  |
| 12/10/1991 | Москва  | СРСР      | 0 – 0     | Італія     | Відбір до ЧЄ 1992 | -    |                  |
| 21/12/1994 | Пескара | Італія    | 3 – 1     | Туреччина  | товариський матч  | 1    |                  |
| 26/04/1995 | Вільнюс | Литва     | 0 – 1     | Італія     | Відбір до ЧЄ 1996 | -    | замінений на 85' |
| 08/10/1995 | Спліт   | Хорватія  | 1 – 1     | Італія     | Відбір до ЧЄ 1996 | -    | замінений на 85' |
| 11/11/1995 | Барі    | Італія    | 3 – 1     | Україна    | Відбір до ЧЄ 1996 | -    | вийшов на 46'    |
| 24/01/1996 | Терні   | Італія    | 3 – 0     | Уельс      | товариський матч  | -    | вийшов на 79'    |
| Усього     |         | Матчів    | 17        |            | Голів             | 1    |                  |

## Титули і досягнення
- Чемпіон Італії (1):

«Наполі»: 1989–90
- Володар Суперкубка Італії з футболу (1):

«Наполі»: 1990
- Володар Кубка УЄФА (2):

«Наполі»:  1988–89
«Парма»: 1994–95
- Володар Суперкубка Європи (1):

«Парма»: 1993